# Alwyn Schlebusch
Alwyn Louis Schlebusch (* 16. September 1917 in Lady Grey; † 7. Januar 2008 in Pretoria) war ein südafrikanischer Politiker der Nasionale Party. Er hatte in den 1970er und 1980er Jahren zahlreiche Ministerämter Südafrikas inne und war von 1981 bis 1984 der einzige Vizestaatspräsident (vice state president) in der Geschichte des Landes.
Seine politische Laufbahn begann er in den 1940er Jahren als Bürgermeister der Gemeinde Hennenman im damaligen Oranje-Freistaat. Von 1962 bis 1980 war er für den Wahlkreis Kroonstad Abgeordneter im Parlament Südafrikas, dem er 1974 bis 1976 als Parlamentspräsident („Speaker“) vorsaß.
1972 wurde er Vorsitzender der „Schlebusch-Kommission“ (Commission of Inquiry into Certain Organisations), die ein Gesetz ausarbeitete, das der Regierung die Möglichkeit eröffnete, Organisationen eine negative Gesinnung zuzuschreiben und diese von jeglichen internationalen Finanztransfers auszuschließen und ihr Vermögen in Südafrika zu beschlagnahmen. Bekannteste betroffene Organisationen waren die National Union of South African Students und das bekannte Christian Institute.
1976 wurde Schlebusch Minister für öffentliche Arbeiten und Einwanderung in der Regierung von Balthazar Johannes Vorster, 1978 wurde er Innenminister, 1979 zusätzlich Justizminister sowie kurzzeitig Minister für Rassenangelegenheiten. 1980 leitete er eine Regierungskommission zur Reform des südafrikanischen Staatssystems. Sie schlug eine Abkehr vom zweikammerigen Westminstersystem hin zu einem System mit starkem Präsidenten mit Exekutivgewalt und einem Präsidentenrat aus insgesamt 60 berufenen Mitgliedern vor, in dem – unter Ausschluss der Schwarzen – erstmals seit Beginn der Apartheid auch die Beteiligung von Farbigen und indischstämmigen Südafrikaner vorgesehen war (Republic of South African Constitution Fifth Amendment Act, Act Nr. 101 / 1980). Sein Vorschlag bereitete den Weg für das Dreikammersystem mit der 1984 in Kraft getretenen Verfassung. In der Übergangsphase wurde er als Repräsentant der Buren Stellvertreter des Präsidenten, 1984 fiel dieses Amt jedoch weg. Er blieb aber als Chef des Präsidialamtes (Minister in the Office of the President) Mitglied der Regierung.
Schlebusch entstammte einer Afrikaaner-Familie, die auf ein nach Südafrika emigriertes Mitglied der Familie von Schlebusch, Namensgeberin von Leverkusen-Schlebusch, zurückführbar ist. Er war seit 1996 verwitwet und hatte einen Sohn und zwei Töchter.